# Playa de Puerto Viejo
La playa de Puerto Viejo está situada en la isla de Tabarca y recibe este nombre por su proximidad al antiguo puerto de pescadores de la isla. Conocida por su reserva marina, es el blanco de miles de turistas temporada tras temporada. Se puede acceder en barco desde los puertos de Alicante, Santa Pola, Guardamar y Torrevieja.